# Christian Leirvik
Christian Aleksander Leirvik (28 ottobre 1987) è un giocatore di calcio a 5 ed ex calciatore norvegese, pivot del Sandefjord, di ruolo centrocampista.

## Carriera
Leirvik è attivo sia nel calcio che nel calcio a 5. Per quanto concerne quest'ultima attività, veste la maglia del Sandefjord, con cui ha vinto il campionato 2015-2016. Precedentemente, è stato in forza al Nidaros. Ha giocato una partita per la Norvegia, esordendo il 16 settembre 2014 in occasione del pareggio per 2-2 contro l'Italia.
Per quel che riguarda la sua esperienza nel calcio, nel 2012 è stato in forza al Charlottenlund, in 3. divisjon.

## Statistiche

### Presenze e reti nei club
Statistiche aggiornate al 29 agosto 2017.
| Stagione | Club           | Campionato | Campionato | Campionato | Coppe nazionali | Coppe nazionali | Coppe nazionali | Coppe continentali | Coppe continentali | Coppe continentali | Supercoppe | Supercoppe | Supercoppe | Totale | Totale |
| Stagione | Club           | Comp       | Pres       | Reti       | Comp            | Pres            | Reti            | Comp               | Pres               | Reti               | Comp       | Pres       | Reti       | Pres   | Reti   |
| -------- | -------------- | ---------- | ---------- | ---------- | --------------- | --------------- | --------------- | ------------------ | ------------------ | ------------------ | ---------- | ---------- | ---------- | ------ | ------ |
| 2012     | Charlottenlund | 3D         | ?          | ?          | CN              | ?               | ?               | -                  | -                  | -                  | -          | -          | -          | ?      | ?      |
| Totale   | Totale         | Totale     | ?          | ?          |                 | ?               | ?               |                    | -                  | -                  |            | -          | -          | ?      | ?      |